# لینا اربی
لینا اربی (انگلیسی: Lynna Irby؛ زادهٔ ۶ دسامبر ۱۹۹۸) دونده اهل ایالات متحده آمریکا است.
وی در مسابقات کشوری و بین‌المللی در مجموع برندهٔ ۴ مدال طلا، ۲ مدال نقره، ۱ مدال برنز شده‌است.